# Mleko w proszku

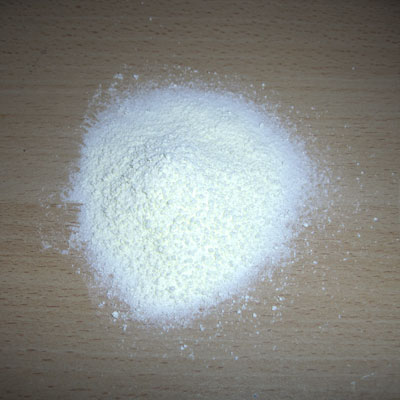
Mleko w proszku

Mleko w proszku – przetwór mleczny uzyskiwany przez odparowanie z pełnego, znormalizowanego lub chudego (odtłuszczonego) mleka krowiego prawie całej wody (pozostałość wody w proszku mlecznym to ok. 2%). Technologia produkcji mleka w proszku została opracowana w 1855 roku.

## Technologia uzyskiwania
Po normalizacji mleka lub odtłuszczeniu prowadzi się proces pasteryzacji, który ma na celu m.in. zabicie drobnoustrojów i zniszczenie enzymów rodzimych mleka. Następnie mleko jest zagęszczane w wyparkach próżniowych w celu usunięcia nawet do 50% wody. Proces wstępnego zagęszczania pozwala na zmniejszenie kosztów produkcji, a także zwiększenie wydajności procesu suszenia. Mleko zagęszczone poddawane jest procesowi końcowego usuwania wody w suszarkach rozpyłowych. W urządzeniu suszącym mleko rozpylane jest w postaci drobnych cząsteczek, na powietrze rozgrzane do temperatury 140–200 °C. Mleko może być także dosuszane w urządzeniach zwanych wibrofluidyzatorami (suszenie w kolumnie suszarniczej do zawartości wody ok. 15%, następnie przekazywanie na wibrofluidyzator susząco-chłodzący). Wysoka temperatura pozwala na szybkie odparowanie wody z drobin mleka, tworząc proszek mleczny.